# Bonfilio de Foligno
Bonfilio (1040-ca. 1115) fue un obispo de Foligno y es un santo italiano de la Iglesia Católica.
Nació en Osimo y se convirtió en monje benedictino. Posteriormente fue nombrado abad de Storace. En 1078, fue elegido obispo de Foligno. En el 1096 fue de peregrinación a Tierra Santa en 1096 y estuvo allí diez años. A su regreso, se retiró a la Abadía de Santa María de Farfa de Fara in Sabina.